# San Luis Acatlán
San Luis Acatlán es una localidad del estado mexicano de Guerrero. Es cabecera del municipio de San Luis Acatlán.

## Demografía
| Gráfica de evolución demográfica |
|                                  |

| Censo | Población |
| ----- | --------- |
| 1900  | 1 398     |
| 1910  | 1 774     |
| 1921  | 1 850     |
| 1930  | 2 103     |
| 1940  | 2 570     |
| 1950  | 3 100     |
| 1960  | 3 366     |
| 1970  | 3 599     |
| 1980  | 4 566     |
| 1990  | 5 171     |
| 2000  | 6 895     |
| 2010  | 8 276     |
| 2020  | 9 582     |